# Xerox DocuShare
DocuShare ist eine von Xerox entwickelte, webbasierte Dokumenten-Management (DMS) und Enterprise-Content-Management-Lösung für Unternehmen. Neben den primären Funktionen des Dokumentenmanagements umfasst DocuShare auch weiterführende Arbeitsablaufmechanismen, wie beispielsweise Dokumentenprüf- und Genehmigungsprozesse. Durch die Verwendung offener Standards ist eine Integration an bestehende Systeme, oder eine individuelle Erweiterung der Lösung jederzeit möglich.

## Softwarelösung DocuShare

### Historie
Xerox DocuShare wurde ursprünglich unter dem Namen "AmberWeb" als rein interne Anwendung für die Xerox Forschungszentren entwickelt. Aufgrund des Potentials der Anwendung wurde DocuShare 1997 als erstes web-basiertes Dokumentenmanagementsystem auf dem Markt eingeführt.
Seit der offiziellen Markteinführung wurde DocuShare stetig an die Bedürfnisse des Marktes angepasst und um zahlreiche Funktionalitäten, wie beispielsweise Workflow- und Geschäftsprozessmanagement, Wissensmanagement, Archivierung etc. ergänzt.
Ab Version 5.0 führte Xerox das DocuShare CPX Lizenzmodell ein, welches dem Anwender eine erweiterte Anpassung auf unternehmensinterne Anforderung erlaubt, wie z. B. mittels gemischter Benutzergruppen.

### Produktüberblick
Die DocuShare Content Management Plattform setzt sich im Kern aus drei Produkten zusammen:
- DocuShare Express ist eine speziell für KMUs zugeschnittene Lösung, welche die grundlegenden Funktionen wie Dokumentenmanagement und Scaneingangsmanagement abdeckt.
- DocuShare erweitert diese grundlegenden Funktionen des Dokumentenmanagements um Module für die Zusammenarbeit im Team (Collaboration), Image Capturing und Web Publishing, mit dem Ziel, die Verbreitung der Informationen in einem Unternehmen optimal zu unterstützen.
- DocuShare CPX ist eine Lösung, welche auf Enterprise-Content-Management (ECM) Bedürfnisse ausgerichtet ist und erweiterte Funktionen für Zusammenarbeit im Team ermöglicht, sowie die individuelle Erstellung automatischer Workflow ermöglicht.

### Architektur und Features
DocuShare ist eine multi-Tier, Java SE-basierte Plattform, welche mittels einer eigenen Architektur- und Entwicklungsumgebung versucht, die Interoperabilität mit anderen System bestmöglich zu unterstützen. Neben einem Tomcat Server kommen zahlreiche OEM Engines zum Einsatz, unter anderem Autonomy Corporation (zum Indizieren, eFormular, BPM) und Records Management von IBM. Diese verschiedenen Softwareprodukte wurden von Xerox zusammengefasst und durch eigene Entwicklungen (u. a. eine Worflow- und eine Such-Engine) zu einem einheitlichen Softwareprodukt zusammengefasst. Um auch komplexe Workflows einfach abbilden zu können, stehen in der DocuShare Entwicklungsumgebung eine separate Workflow SDK, sowie ein Workflow Design Studio zur Verfügung. 

Funktionspyramide Xerox DocuShare

Zusätzlich stehen etablierte Collaboration-Funktionen, wie etwa Wikis, Weblogs und die Möglichkeit, Kommentare zu Files hinzuzufügen, zur Verfügung. Bei Bedarf können diese Inhalte via XML in anderen Systemen zur Verfügung gestellt werden. Mithilfe von interaktiven Gruppenarbeitsräumen, sogenannten Workspaces, können Arbeitsgruppen Dokumente gemeinsam einsehen und unabhängig voneinander ändern.
Docushare unterstützt alle gängigen Datenbanksysteme wie IBM DB2, PostgreSQL, Oracle und Microsoft SQL-Server. Ein integriertes System-Audit hilft dabei, Anforderungen in puncto Compliance zu erfüllen. Mit Hilfe von Inhaltsregeln lässt sich benutzerbezogen steuern, wer wann welche Daten lesen, bearbeiten oder verwalten darf. Aber auch Import-Schnittstellen zu allen gängigen Anwendungen sind vorhanden, wie zum Beispiel ein direkter E-Mail Import aus Microsoft Outlook. Zudem unterstützt DocuShare die Verwendung von Barcode- und DataGlyph-Technologien sowie verschiedene OCR-Engines.
Für seine Benutzerfreundlichkeit wurde Xerox DocuShare bereits mehrfach ausgezeichnet, zuletzt mit dem BLI Winter 2011 Pick Award.

#### Schnittstellen
DocuShare umfasst standardmäßig zahlreiche Schnittstellen zu weiteren Anwendungen, wie etwa ERP-Systemen wie SAP oder Microsoft Dynamics, E-Mail-Systemen wie Exchange und Microsoft Outlook, oder Customer-Relationship-Management System wie Microsoft CRM. Weitere Fremdapplikationen können jederzeit über Standardwerkzeuge integriert werden.

#### Zusatzmodule
- DocuShare SAP-Link – realisiert die nahtlose Integration zwischen SAP R/3 und Xerox DocuShare
- DocuShare CAD – verwaltet Konstruktionszeichnungen (CAD)
- iSearch – ermöglicht die automatische, regelmäßige Analyse und Aufbereitung von Informationen aus Verzeichnissen in unternehmensweiten Dateisystemen, aus Postfächern in E-Mail Servern, aus Datenbanken sowie aus vordefinierten Websites.
- COLD – leitet Druckdatenströme direkt in DocuShare um
- Direct Scan – Direktes Scannen in DocuShare Sammlungen
- iArchive – Sichere Langzeitarchivierung mit jederzeitigem Zugriff auf die archivierten Informationen
- Records Management – Effektiver Schutz und sicheres Verwalten wichtiger Geschäftsdokumente
- Print on Demand – integrierte Schnittstelle zwischen Auftragsverwaltungssystem, DocuShare ECM und Digitaldruck-Systemen
- eForms – Erstellen und Verwalten elektronischer Formulare

## Wettbewerber
DocuShare steht in direktem Wettbewerb mit Microsoft Office SharePoint Server, Alfresco und weiteren Systemen.